# Landgericht Bad Kreuznach
Das Landgericht Bad Kreuznach ist ein Gericht der ordentlichen Gerichtsbarkeit und eines von acht Landgerichten in Rheinland-Pfalz. Es hat seinen Sitz in Bad Kreuznach. Von den ca. 75 Mitarbeitern sind 14 als Richter tätig.

## Geschichte
Nach der Annexion des Linken Rheinufers durch Frankreich entstand der Kanton Kreuznach im Département de Rhin-et-Moselle. Als erstinstanzliches Gericht wurde das Friedensgericht Kreuznach eingerichtet, dem das Tribunal erster Instanz Simmern übergeordnet war, siehe dazu Gerichtsorganisation des Linken Rheinufers. Auch nach dem Ende der Befreiungskriegen blieb das Friedensgericht (nun dem preußischen Landgericht Koblenz nachgeordnet) bestehen. Mit dem Inkrafttreten des deutschen Gerichtsverfassungsgesetzes wurde 1879 das Friedensgericht in das Amtsgericht Kreuznach überführt. Im Jahr 1900 wurde der noch geltende französische Code civil vom Bürgerlichen Gesetzbuch (BGB) abgelöst. Der Ortsname wurde 1924 in Bad Kreuznach geändert. Mit der Errichtung des Landes Rheinland-Pfalz am 30. August 1946 ist dieses Land Gerichtsträger des Amtsgerichts Bad Kreuznach. Das dem Amtsgericht übergeordnete Landgericht als Gericht zweiter Instanz in Bad Kreuznach wurde erst 1950 gebildet.

## Gebäude

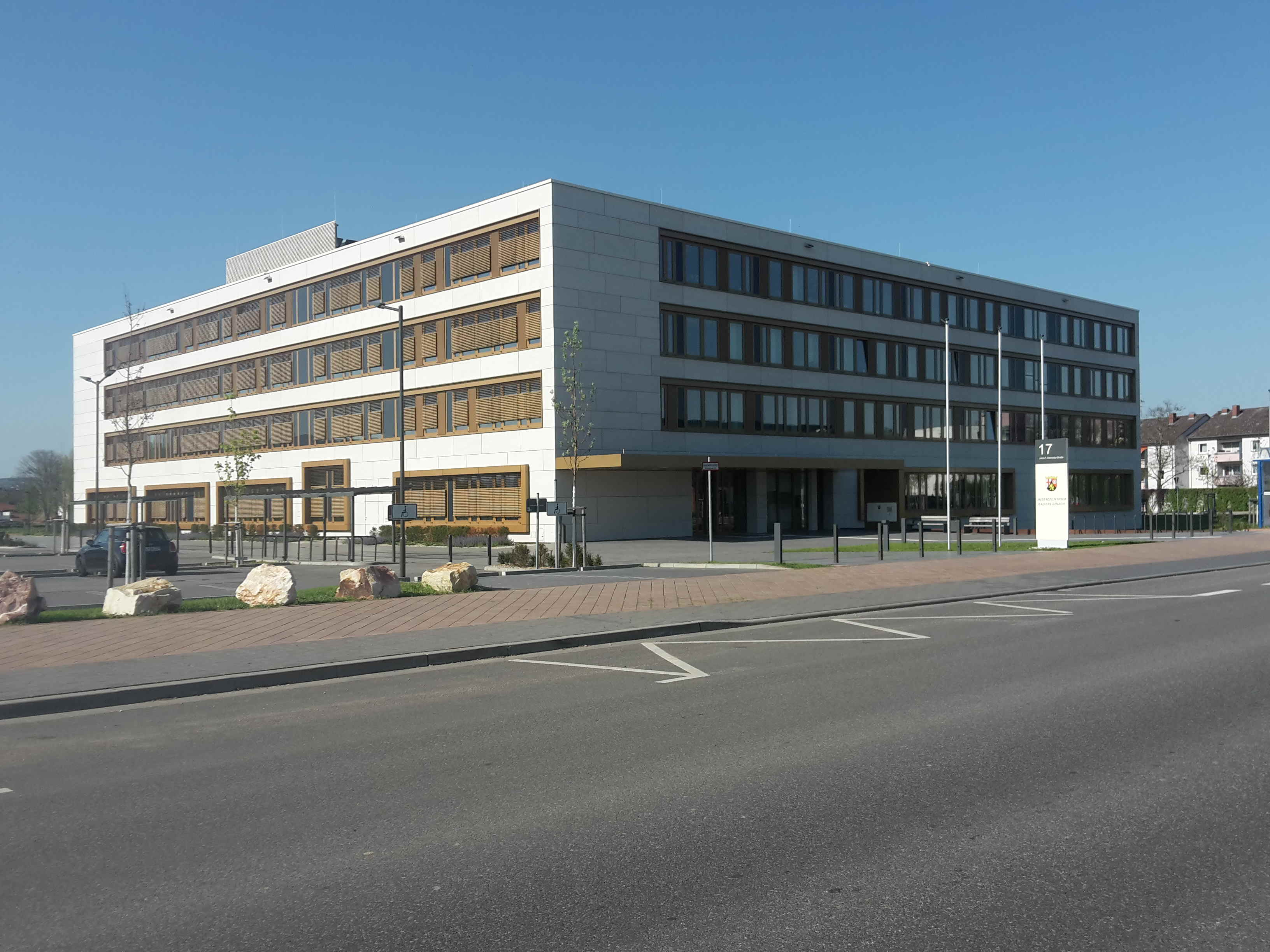
Neues Gerichtsgebäude in der John-F.-Kennedy-Straße

Das Gerichtsgebäude befand sich bis 1956 im Brückes 1 (heute: Casinogebäude). In den Jahren 1954 bis 1956 wurde für das Amtsgericht und das Landgericht, einschließlich Staatsanwaltschaft und Amtsanwaltschaft ein neues Gebäude in der Ringstraße 79 errichtet. Am 25. September 2017 erfolgte der Umzug in das Justizzentrum Bad Kreuznach in der John-F.-Kennedy-Straße 17 in Bad Kreuznach. Hier sind seither alle Justizbehörden des Landgerichtsbezirks untergebracht.

## Instanzenzug
Zum Gerichtsbezirk gehören die Amtsgerichte Bad Kreuznach, Bad Sobernheim, Idar-Oberstein und Simmern/Hunsrück. 
Dem Landgericht Bad Kreuznach ist das Oberlandesgericht Koblenz übergeordnet.

## Überregionale bekannte Prozesse
- Der Strafprozess gegen den Angeklagten des Tankstellenmords in Idar-Oberstein 2021 fand vor dem Landgericht Bad Kreuznach statt. Vorausgegangen war eine Auseinandersetzung zwischen dem späteren Opfer und dem Täter um die zu diesem Zeitpunkt wegen der COVID-19-Pandemie geltende Maskenpflicht.